# Arapahoe (Wyoming)
Arapahoe é uma Região censo-designada localizada no estado norte-americano de Wyoming, no Condado de Fremont.

## Demografia
Segundo o censo norte-americano de 2000, a sua população era de 1766 habitantes.

## Geografia
De acordo com o United States Census Bureau tem uma área de 
81,8 km², dos quais 81,2 km² cobertos por terra e 0,6 km² cobertos por água. Arapahoe localiza-se a aproximadamente 1507 m acima do nível do mar.

## Localidades na vizinhança
O diagrama seguinte representa as localidades num raio de 76 km ao redor de Arapahoe. 